# 박정원 (1962년)
박정원(朴廷原, 1962년 3월 9일 ~)은 대한민국의 기업인이다. 두산그룹 제10대 회장이다. 장인은 김인기(金仁基) 제17대 공군참모총장이며, 박용곤(朴容昆) 두산그룹 명예회장의 장남이다.

## 생애
1962년 서울특별시에서 태어나 고려대학교 경영학과를 졸업한 후 1985년 두산산업에 입사했다.
1999년에는 주식회사 두산 부사장으로 상사BG를 맡아 사업 포트폴리오를 수익 사업 위주로 과감히 정리함으로써 취임 이듬해인 2000년에 매출액을 30% 이상 끌어올렸다.
2016년 3월 2일 두산그룹 회장으로 취임했다.

## 학력
- 1982년 대일고등학교 졸업
- 1986년 고려대학교 경영학 학사
- 1989년 보스턴 대학교 경영대학원 경영학 석사

## 경력
- 1985 두산산업(주) 입사
- 1994 오비맥주(주) 상무
- 1999 (주)두산 대표이사 부사장
- 2001 (주)두산 대표이사 사장
- 2005 두산산업개발(現 두산건설) 부회장
- 2007 (주)두산 부회장
- 2009 두산건설 회장
- 2009 두산베어스 구단주
- 2012 (주)두산 회장
- 2016 두산그룹 회장(現)

## 가족 관계

### 조상
- 증조부 박승직(朴承稷) 두산그룹 창업주
- 친조부 박두병(朴斗秉) 두산그룹 초대 회장

### 부모님
- 아버지 박용곤(朴容昆) 두산그룹 명예회장
- 어머니 이응숙

### 배우자
- 부인 김소영

### 장인
- 장인 김인기(金仁基) 제17대 공군참모총장

### 형제자매
- 남동생 박지원 두산에너빌리티 회장
- 여동생 박혜원 두산매거진 부회장

### 자녀
- 장녀 박상민
- 장남 박상수